# 廢昭媛尹氏
廢昭媛尹氏（：／ Pye Sowon Yunssi，？—1632年），《仁祖實錄》載名尹歸希，自稱名尹希，朝鮮宣祖的後宮嬪御，本貫及父母不詳。
尹氏生年及入宮年分不詳，只知是以十一歲的稚齡被選入宮中服侍。宣祖去世之後，留下遺教給慈殿（即仁穆大妃），要求賜與尹氏爵位並加以撫卹善待。在仁祖三年（1625），尹氏自從四品淑媛晉升為正四品昭媛。但是在仁祖十年（1632）時，宮內掀起討論關於詛咒一事，使宮人們人心惶惶。有涉案宮女宣稱此事與尹氏有關，然而尹氏堅決否認並宣稱癸丑獄事時期，仁穆大妃之子永昌大君及父親皆因為涉及篡位陰謀，而引發殺生之禍，甚至有官員供出仁穆大妃的宮女為了讓宣祖在病危時延長壽命，而對已逝的懿仁王后施展巫術。此事讓仁穆大妃也被受牽連，尹氏因而極力撇清與任何宮中詛咒事件有關，只承認說祭祀之事純屬宮人們患病，進而祈禱，但最終其他宮女們都已招供，導致尹氏被牽連而被仗死。關於尹氏的本名，實錄皆記載為「歸希」，然而她個人宣稱她真實名字為「希」。

## 附註
1. 1 2 3  .   [2014-05-26]. （原始内容存档于2014-01-08）.
2. ↑  《承政院日記》仁祖三年二月十二日 Archive.today的存檔，存档日期2014-01-08